# 太平八田
太平八田（たいへいはった）は秋田県秋田市にある大字。郵便番号は010-1101。住居表示未実施地区。

## 地理
秋田市の東部、太平地区の中では西部から北部にかけて位置する。中央部を北東から南西に八田川が流れ、南西部の八田集落南側で太平川に合流する。八田集落付近を秋田県道28号秋田岩見船岡線が東西に走り、集落東部で秋田県道232号太平山八田線が分岐して地区奥部の上八田・堂ノ前・木曾石集落へ向かう。太平川・八田川流域に農地が拓けている他は山林地帯である。県道232号の末端は太平山登山道の金山滝コースに直結する（かつては山頂まで県道指定されていた）。
北西は山内、北は仁別、東は太平黒沢・太平寺庭・太平目長崎、南は下北手松崎、西は柳田に隣接する。

### 小字
41の小字が現存する。
- 字荒巻（あらまき）
- 字一ノ沢（いちのさわ）
- 字鷽越（うそごし）
- 字打越（うちこし）
- 字梅木台（うめきだい）
- 字大石（おおいし）
- 字扇田（おおぎだ）
- 字大岱下（おおだいした）
- 字大滝ノ沢（おおたきのさわ）
- 字金釜（かながま）
- 字金山（かなやま）
- 字上町内（かみちょうない）
- 字上八田（かみはった）
- 字川崎（かわさき）
- 字木曾石（きそいし）
- 字香炉沢（こうろざわ）
- 字琴ケ沢（ことがさわ）
- 字才ノ崎（さいのさき）
- 字猿田沢（さるたざわ）
- 字下町内（しもちょうない）
- 字関口（せきぐち）
- 字滝ノ沢（たきのさわ）
- 字館ケ沢（たてがさわ）
- 字館ノ下（たてのした）
- 字田屋ノ前（たやのまえ）
- 字月見沢（つきもざわ）
- 字寺野（てらの）
- 字堂ノ前（どうのまえ）
- 字樋ケ沢（とよがさわ）
- 字長橋（ながばし）
- 字二手ノ又（にてのまた）
- 字八田（はった）
- 字稗田（ひえだ）
- 字平ノ脇（ひらのわき）
- 字藤ノ崎（とうのさき）
- 字細田（ほそだ）
- 字松沢（まつざわ）
- 字屋敷田（やしきだ）
- 字谷地（やち）
- 字矢櫃（やびつ）
- 字和岱（わだい）

### 河川
- 太平川
  - 八田川
    - 矢櫃沢

## 歴史
文禄元年8月22日（1592年9月27日）の「秋田家分限帳写」に「八田（面）村 552石余」とあるのが初見資料である（秋田図書館所蔵文書）。「慶長6年秋田家分限帳」にも「八反村」の表記で、20石知行4件・17石知行3件の記録がある。一部氏を主とする古館があり、旧地名の「三部」から一部を取って地名を「二部」に改めたという。八田川の別名を二部川（にんぶがわ）ともいう。
江戸時代を通じて久保田藩領の大村で、「正保国絵図」では本田当高590とされている。「享保黒印高帳」では村高879石余・当高994石余（うち本田856・本田並82・新田56）。「享保郡邑記」では112軒あって、うち枝郷の木曽石・関口・竹野前・弐部（にんぶ）の4ヶ村分が59軒となっている。「寛政村附帳」では親郷目長崎村の寄郷とされ、当高990石余（うち蔵分813、給分177）。「秋田風土記」では108戸があり、枝郷は関口・竹野沢・二部・木曽石で、合わせて1,000石。

### 沿革
- 1873年（明治6年）3月 - 大区小区制の改正に伴い、秋田郡八田村は秋田県第1大区6小区に属した[6]。
- 1874年（明治7年）11月10日 - 八田学校が開校する[7]。
- 1884年（明治17年）頃 - 郡区町村編制法の下で、南秋田郡目長崎村・八田村・中関村・寺庭村・黒沢村・山谷村が連合。戸長役場は目長崎村に設置される[5]。
- 1887年（明治20年） - 連合6ヶ村の戸数491、人口3,095（地方行政区画便覧）[8]。
- 1889年（明治22年）4月1日 - 町村制施行に伴い、連合6ヶ村が合併し南秋田郡太平村が発足。太平村大字八田となる[5]。
- 1948年（昭和23年）7月 - 秋田市立太平小学校木曽石分校が開校[9]。
- 1954年（昭和29年）10月1日 - 太平村が秋田市へ編入されたことに伴い、名称に「太平」を冠した上で秋田市の大字となる[10]。
- 2007年（平成19年）3月31日 - 木曽石分校が太平小学校へ統合され閉校[9]。

### 字域の変遷
地区内で町名整理・住居表示実施その他に伴う区画変更は行われていない。

## 世帯数と人口
2016年（平成28年）10月1日現在の世帯数と人口は以下の通りである。
| 大字                 | 世帯数  | 人口  |
| -------------------- | ------- | ----- |
| 太平八田（小字全域） | 225世帯 | 625人 |

## 交通

### 鉄道
地区内に鉄道路線・駅は無い。最寄り駅はJR東日本奥羽本線・羽越本線・秋田新幹線の秋田駅。

### バス
- 秋田中央交通
  - 《太平線》 - 八田入口 - 八田下丁 - 八田中丁 - 八田上丁 -
- 秋田中央トランスポート
  - 《木曽石コース》 八田上丁 - 藤崎 - 仁部下丁 - 仁部上丁 - 和岱入口 - 堂の前 - 公民館前 - 木曽石下丁 - 木曽石

### 道路
- 秋田県道28号秋田岩見船岡線
  - 太平街道
- 秋田県道232号太平山八田線
- 大畑林道
- 木曽石林道
- 羽黒林道
- 金山滝林道

## 施設

### 字上八田
- 七面観音堂

### 字琴ケ沢
- 太平八田ポンプ場

### 字田屋ノ前
- 上八田公民館

### 字寺野
- グラススタジオ ヴェトロ

みずしな孝之原作の漫画（アニメ）｢いとしのムーコ｣のモデルになったガラス工房。

### 字堂ノ前
- 秋田市立太平小学校木曽石分校（2007年閉校）
- 木曽石公民館
- 三吉神社

### 字樋ケ沢
- 相染神社

### 字八田
- 秋田市上下水道局太平八田増圧ポンプ場
- 八田公民館
- 正應寺
- 保食神社

### 字稗田
- 太平和岱ポンプ場

### 字藤ノ崎
- 相染神社
- 老人ホーム太平荘

### 字細田
- 宮原果樹園

### 字松沢
- 太平錦鯉センター

### 字和岱
- 木村養魚所